# Сушко, Руслана Александровна
Руслана Александровна Сушко (Кириченко) (род. 22 февраля 1975, Белая Церковь, Киевская область УССР, СССР) — украинская баскетболистка, выступавшая в амплуа защитника. Чемпионка Европы по баскетболу в 1995 году. Заслуженный мастер спорта Украины.

## Биография
Сушко Руслана начала заниматься баскетболом в спорт интернате с 14 лет. Окончив школу, играла в юношеской сборной СССР, с которой в 1991 году завоевала «золотую» медаль на чемпионате Европы. В этом же году Руслану пригласили в один из сильнейших клубов СССР киевское «Динамо», где она выиграла чемпионат СНГ и становилась пятикратной чемпионкой Украины.
В 1995 году она была в составе «золотой» сборной Украины на чемпионате Европы в Чехии, отыграв 8 матчей. Участница Олимпийских игр 1996 года. В 1997 году она решила попробовать свои силы в российском первенстве. Сыграв 14 игр за новосибирское «Динамо-Энергия» (7,6 очков, 3,0 подборов, 2,9 результативных передач в среднем) Руслана из-за нарушений контракта покинула команду и уехала в Киев .
Затем она выступала в Литве и Болгарии, становясь чемпионкой национальных первенств. В 2002 году Руслана вернулась на Украину, где и закончила карьеру баскетболистки, став девятикратной чемпионкой Украины.
В настоящее время Руслана Сушко является кандидатом наук по физическому воспитанию и спорту, старшим преподавателем кафедры спортивных игр Национального Университета Физической культуры и Спорта. В 2012 году была помощником главного тренера юниорской сборной Украины в розыгрыше чемпионата Европы Дивизиона «В».

### Статистика выступлений за сборную Украины (средний показатель)
| Сборная   | Сезон | Место | Чемпионат | Чемпионат | Чемпионат | Чемпионат |
| Сборная   | Сезон | Место | Игр       | Очк       | Подб      | Перед     |
| --------- | ----- | ----- | --------- | --------- | --------- | --------- |
| ЧЕ        | 1995  | 1     | 8         | 2,3       | 1,0       | 0         |
| ЧЕ        | 1997  | 10    | 7         | 4,9       | 2,0       | 0,4       |
| ЧЕ        | 2001  | 11    | 7         | 5,3       | 2,6       | 2,3       |
| ЧЕ        | 2003  | 11    | 5         | 8,6       | 5,4       | 2,2       |
| Олимпиада | 1996  | 4     | 8         | 3,1       | 2,3       | 0,9       |

## Достижения
- Чемпион Европы: 1995
- Чемпион Европы среди кадеток: 1991
- Серебряный призёр Евролиги ФИБА: 1992
- Чемпион СНГ: 1992
- Чемпион Украины: 1992—1996, 2003—2006
- Серебряный призёр чемпионата Украины: 1997
- Чемпион Литвы: 1999
- Чемпион Болгарии: 2001
- Серебряный призёр чемпионата Болгарии: 2002
- Обладатель Кубка Болгарии: 2002.